# Kaisersaal im Postamt 1 (Bremen)
Der Kaisersaal ist ein Prunksaal in der 1878 errichteten Kaiserlichen Oberpostdirektion an der Domsheide in Bremen. Seit 1973 steht das Gebäude unter Denkmalschutz.

## Geschichte
Im späteren Postamt 1 gehörte der Kaisersaal ursprünglich zur Wohnung des Oberpostdirektors. Da er der höchste preußische Beamte in Bremen war, oblag es ihm u. a. zum Geburtstag des Kaisers einen Empfang zu geben. Deshalb wurde ein Raum in dem im reichen norddeutschen Renaissancestil von Karl Schwatlo von der OPD Berlin entworfenen und von Ernst Hake unter Mitwirkung von August Kind errichteten Postgebäude entsprechend opulent ausgestattet.
An der Decke befindet sich sechsfach das kaiserliche Wappen. Es handelt sich dabei um das Wappen der Provinz Posen mit dem weißen Adler auf rotem Grund. Laut Gerhard Plöger, Langwedel, ein ehemaliger Postbeamter im Postamt 1, hat eine polnische Firma aus Posen die Steinmetzarbeiten durchgeführt und deren Arbeiter hätten wegen ihrer ausgezeichneten Arbeit ihr Heimatwappen an der Decke hinterlassen dürfen. Der Architrav des Mittelfensters ist außen mit einem Wappenschild mit den Initialen von Kaiser Wilhelm I. und der deutschen Kaiserkrone bekrönt.
Im Inneren ist die Fensterfront und die Eingangswand mit den Büsten von Kaiser Wilhelm I. und Kaiserin Augusta, einer Herzogin von Sachsen-Weimar-Eisenach sowie Kronprinz Friedrich Wilhelm, dem späteren 99-Tage-Kaiser Friedrich III. und der Kronprinzessin Victoria, einer Tochter der Königin Victoria des Vereinigten Königreichs von Großbritannien und Irland geschmückt. Sie unterstreichen den Reichsgedanken. Auf den Seitenwänden befinden sich fünf Wandgemälde im Stil des Historismus. Es sind Frühwerke von Arthur Fitger, dem bremischen Malerfürsten am Ende des 19. Jahrhunderts. Er war Sohn eines Postmeisters aus Delmenhorst.
Die Frage, weshalb es nur fünf Gemälde gibt und nicht sechs, kann auf zweifache Weise beantwortet werden. Erstens: In der Mitte der linken Seitenwand befand sich der Zugang zur Wohnung des Oberpostdirektors, der später zugemauert wurde. Zweitens symbolisieren die fünf Gemälde die fünf Erdteile, die von der kaiserlichen Post damals schon bedient wurden. Die Bilder zeigen laut Überlieferung „die Post auf Kentauren und Tritonen reitend, sowie Nymphen als Sinnbild der schnellen Post zu Wasser und zu Lande.“ Da die Kentauren aus einem Pferdeunterkörper wie einen menschlichen Kopf und Oberkörper bestehen, liegt es nahe, sie den Erdteilen zuzuordnen, die man auf dem Rücken eines Pferdes erreichen kann, das sind neben Europa, Asien und Afrika. Der europäische Kentaur ist durch das Posthorn in seiner Hand erkennbar, der afrikanische – dunkle – Kontinent durch die beiden Fackeln in den Händen des Kentauren und der asiatische Kentaur trägt die Peitsche, die an die Reiterhorden des Dschingis Khans erinnert.
Die Tritonen sind Meergötter, die nach Triton, dem Sohn Neptuns und der Amphitrite, benannt sind. Die Tritonen sind Mischwesen aus dem Kopf und Oberkörper eines Menschen wie dem Unterleib eines Fisches. Sie symbolisieren die beiden Kontinente, die nur über das Meer zu erreichen sind. Das Muschelhorn in der Hand der Nymphe auf dem Rücken des linken Tritons kennzeichnet Australien und Neuseeland. Von den Māoris auf Neuseeland wird das Schneckenhorn heute noch als Blasinstrument benutzt. Sie nennen es „putatara“. Die Nymphe auf dem Rücken des Tritons auf der rechten Seite der rechten Seitenwand deutet auf Amerika hin. Ihre Hand umflattert das „Blaue Band“. Das „Blaue Band des Atlantiks“ wurde wahrscheinlich in den 1860ern von transatlantischen Reedereien zu Publizitätszwecken eingeführt. Es zeichnete den schnellsten Passagierdampfer auf der Transatlantik-Route Europa–New York aus. Mit ihm wurde auch die schnelle Post von Europa über den Atlantik transportiert.
In den 1970er-Jahren dachte die Post an die Beseitigung des Kaisersaals. Man suchte potente Geldgeber, die sich für einzelne Fitgergemälde interessierten. Nachdem sich nicht genügend Interessenten gefunden hatten, wurde der Saal 1974 unter dem Landesdenkmalpfleger Hans-Christoph Hoffmann restauriert. Dabei wurde der mittlere, asiatische Kentaur, zerstört, weil man einen Durchbruch von der anderen Seite machte. Die Figur konnte erhalten werden, weil der Restaurator Georg Skrypzak die Reste zusammenkehrte und so mit kleinen Ergänzungen wieder zum fertigen Kentaur zusammenfügte.
Den Saal ziert ein ursprünglich hier nicht vorhandener Murano-Kronleuchter. Er stammt aus dem Bremer Rathaus.
Das ehemalige Postgebäude wird heute von der St.-Johannis-Schule genutzt.